# NGC 475
NGC 475 è una galassia lenticolare situata nella costellazione dei Pesci a una distanza di circa 750 milioni di anni luce dalla Terra.
Fu scoperta il 3 novembre 1864 da Albert Marth. 
Il suo diametro è di 125 000 anni luce.